# Tegal Sari (Pantai Ceuremen)
Tegal Sari is een bestuurslaag in het regentschap Aceh Barat van de provincie Atjeh, Indonesië. Tegal Sari telt 588 inwoners (volkstelling 2010).